# Addy
Die Addy-Reihe ist eine von Coktel Vision entwickelte Computer-Lernsoftware für Kinder im Alter der Vorschulzeit bis zur 8. Klasse.

## Prinzip
Das Prinzip ist bei allen Versionen gleich: Der Benutzer bewegt sich durch Addys, bzw. Addy Juniors Haus, bei Addy Teens durch ein Raumschiff und kann viele Funktionen, wie z. B. ein Malprogramm, kleinere Spiele, Animationen, ein Tagebuch etc., nutzen. Der Schwerpunkt liegt jedoch hauptsächlich auf Lerneinheiten. Der Benutzer kann Punkte bekommen, indem er sich intensiv mit den Lerneinheiten beschäftigt und sie anschließend dazu verwendet, Spiele freizuschalten. Bevor der Spieler alle „Stationen“ des Spiels verwenden kann, muss er erst eine „Figur erstellen“.

## Addy
Der Charakter Addy ist ein menschenähnliches Wesen, das man immer vor sich sieht und kindgerecht durch das Programm leitet. Sein Aussehen entspricht bei den jeweiligen Lernprogrammen in etwa den Altersstufen der Benutzer.

## Bisher veröffentlichte Addy-Software
- Addy Junior (erstmals am 13. Dezember 2000 erschienen)
  - Lesen und Rechnen 6–7 Jahre
  - Spiel und Wissen 4–5 Jahre
  - Musik 4–7 Jahre
  - Englisch 4–7 Jahre
  - Natur und Technik 4–9 Jahre (30. November 2000)
  - Osteredition 4–5 Jahre
  - Osteredition 6–7 Jahre

### Addy 4
- Mathe Kl. 7+8
- Mathe Kl. 5+6
- Mathe Kl. 3+4
- Mathe Kl. 1+2
- Deutsch Kl. 7+8
- Deutsch Kl. 3+4
- Deutsch Kl. 1+2
- Englisch 9–10 Jahre
- Englisch Kl. 7
- Englisch Kl. 8
- Erdkunde 10–14 Jahre
- Der Euro

### Addy 5
- Addy Kids (erstmals am 1. August 2002 erschienen)
  - Mathe Kl. 1+2
  - Mathe Kl. 3+4
  - Deutsch Kl. 1+2
  - Deutsch Kl. 3+4
  - Englisch Grundschule

- Addy Teens (erstmals am 1. August 2002 erschienen)
  - Mathe Kl. 5+6
  - Mathe Klasse 7+8
  - Deutsch Kl. 5+6
  - Englisch Kl. 5
  - Englisch Kl. 6
  - Englisch Kl. 7
  - Deutsch Kl. 7

### Addy Plus
- Konzentration und Lernen
- Für Schule und Studium

### Addy Buschu
- Am Meer 2–4 Jahre
- Auf dem Land 2–4 Jahre
- Das Leben in Schnee + Eis 2–4 Jahre
- Die bunte Tierwelt 2–4 Jahre